# Едуард Штраус
Едуард Штраус (нім. Eduard Strauß, 14 лютого 1835 — 28 грудня 1916) — австрійський композитор і диригент. Один з трьох синів відомого композитора Йогана Штрауса.

## Біографія
Народився 14 лютого 1835 року у Відні. Батько, Йоганн Штраус (батько), практично не займався вихованням своїх дітей, оскільки постійно гастролював по Європі. Але, єдине за чим він дуже суворо стежив і того ж вимагав від своєї дружини Ганни, це щоб діти не вигадували музику і не вчилися грати на скрипці. Але, старший брат Йоганн, незважаючи на заборони батька потайки вчився грати на скрипці і заохотив до цього і Едуарда.
Батько бачив в ньому дипломата, але Едуард цілком присвятив себе музиці.
Після смерті батька, на сімейній раді в 1853 році було вирішено, що оскільки брат Йоганн не може розірватися між гастролями, виступами в Відню і письменництвом, то другий брат Йозеф повинен підміняти брата і диригувати батьківським оркестром. Коли старший брат Йоганн став пропадати по півроку за кордоном Йозефу довелося дуже багато працювати і оскільки він був дуже слабкого здоров'я, то врешті-решт перевтомлювався. І тоді на допомогу прийшов Едуард. 5 лютого 1861 року в Залі Софії грали три оркестри, кожним з яких керував один із трьох братів Штраусів.
Відтоді на афішах писали просто «Штраус» і публіка не знала кого з братів вона слухатиме.
Едуард як і брати диригував, грав на скрипці і вигадував вальси. У Едуарда не було скільки-небудь помітного творчого дарування, проте він вигадав близько двох сотень танцювальних п'єс. Вважався найкращим інтерпретатором творів свого батька і братів. Едуард був надзвичайно красивий і тому дуже подобався публіці. Він диригував Капелою Штрауса впродовж трьох десятиліть, аж до її розпуску в 1901 році.
У 1906 він опублікував спогади — дуже суб'єктивну, мстиву і недостовірну хроніку сімейства Штраусів.
Він концертував до глибокої старості, але писати вальси у нього виходило все гірше і гірше. Тоді, оголосивши, що епоха віденського вальсу закінчена, він спалив цілу скриню рукописів батька і братів в печах для випалення цегли. Власник цегляної майстерні благав Едуарда цього не робити, але він був непохитний.
Помер Едуард 28 грудня 1916 року. Його син Йоганн Штраус (1866—1939) намагався воскресити сімейну традицію і гастролював по Європі перед Першою світовою війною.

## Штраус-фестивалі
Щороку в Європі проходить «Штраус-фестивалі» присвячений творчості Штраусів. Іспанія, Італія, Австрія, Португалія, Франція, Німеччина — насолоджуються прекрасними вальсами, польками, маршами, галопами, увертюрами і аріями з оперет відомої династії композиторів і диригентів 19 століття. — Штраусів.

## Творчість
Написав близько 150 творів, в яких видно прагнення Едуарда наслідувати традиції свого батька і старшого брата.
- «Шлях відкритий», швидка полька
- «Імператорський вальс»
- «Уранішні листки», вальс
- «Грім і блискавка», полька
- «Троянди півдня», вальс